# Sundbybergs distrikt
Sundbybergs distrikt är ett distrikt i Sundbybergs kommun och Stockholms län. 
Distriktet ligger i Sundbybergs kommun.

## Tidigare administrativ tillhörighet
Distriktet inrättades 2016 och utgörs huvudsakligen av det område som Sundbybergs stad omfattade till 1971.
Området motsvarar den omfattning Sundbybergs församling hade 1999/2000.